# Filosofía del absurdo

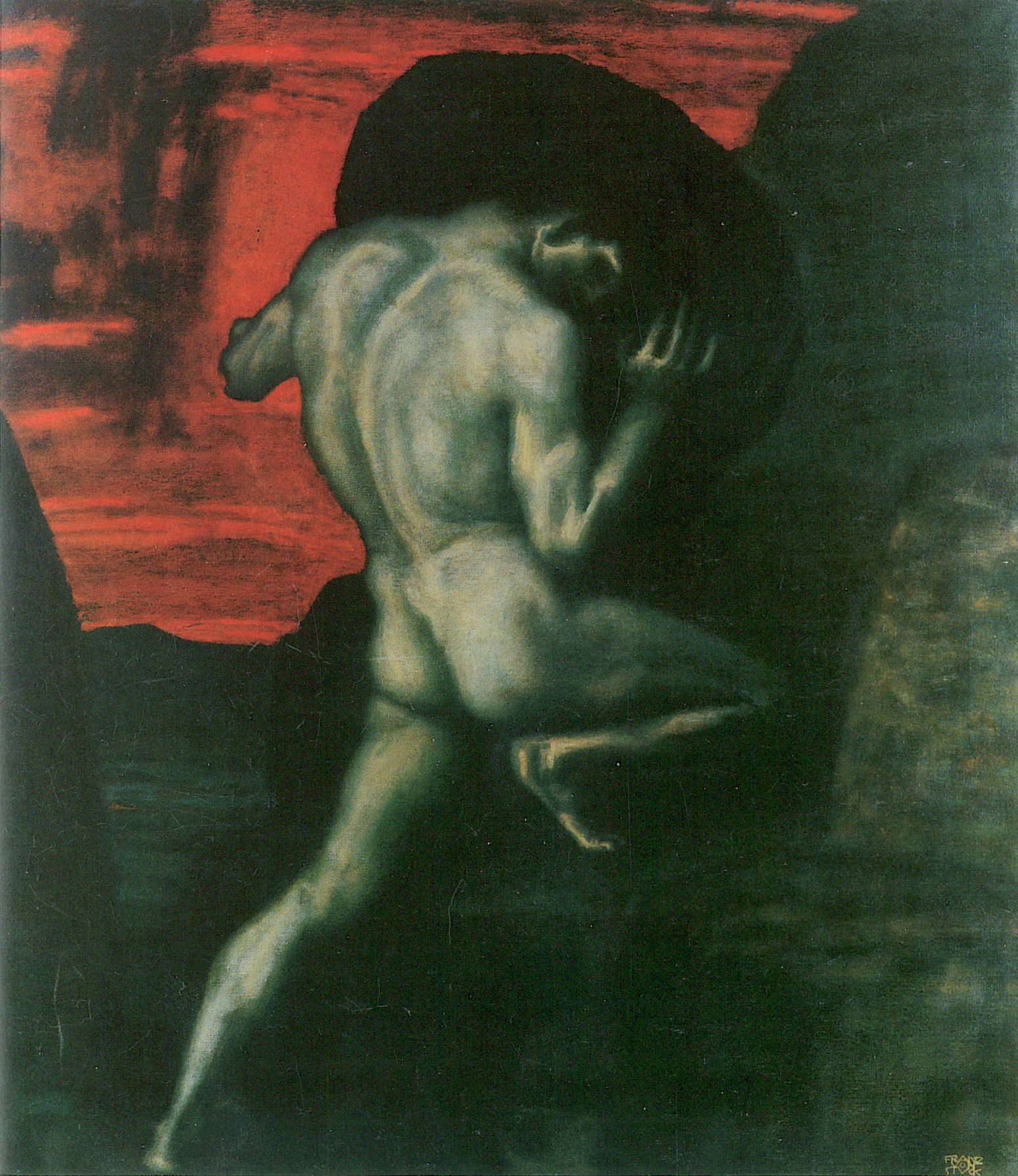
El mito griego de Sísifo suele asociarse al absurdismo: los dioses castigan a Sísifo a empujar cuesta arriba por una montaña una piedra que, antes de llegar a la cima, volvía a rodar hacia abajo. El absurdismo considera la existencia como un hecho no menos absurdo que el castigo de Sísifo.

La filosofía del absurdo o el absurdismo es la teoría filosófica de que la vida en general es absurda. Esto implica que el mundo carece de sentido o de un propósito superior y que no es completamente inteligible por la razón. El término "absurdo" también tiene un sentido más específico en el contexto del absurdismo: se refiere a un conflicto o una discrepancia entre dos cosas, pero hay varios desacuerdos sobre su naturaleza exacta. Estos desacuerdos tienen varias consecuencias para saber si el absurdismo es verdadero y para los argumentos citados a favor y en contra. Los relatos populares caracterizan el conflicto como una colisión entre el hombre racional y un universo irracional, entre la intención y el resultado, o entre la evaluación subjetiva y el valor objetivo. Un aspecto importante del absurdismo es su afirmación de que el mundo en su conjunto es absurdo. A este respecto, difiere de la tesis no controvertida y menos global de que algunas situaciones, personas o fases de la vida particulares son absurdas.
Varios componentes del absurdo se discuten en la literatura académica y diferentes teóricos frecuentemente concentran su definición e investigación en diferentes componentes. En el nivel práctico, el conflicto subyacente al absurdo se caracteriza por la lucha del individuo por sentido en un mundo sin sentido. El componente teórico, por otro lado, enfatiza más la incapacidad epistémica de la razón para penetrar y comprender la realidad. Tradicionalmente, el conflicto se caracteriza como una colisión entre un componente interno, perteneciente a la naturaleza humana, y un componente externo, perteneciente a la naturaleza del mundo. Sin embargo, algunos teóricos posteriores han sugerido que ambos componentes pueden ser internos: la capacidad de ver a través de la arbitrariedad de cualquier propósito final, por un lado, y la incapacidad de dejar de preocuparse por tales propósitos, por el otro. Algunos relatos también implican un componente metacognitivo al sostener que la conciencia del conflicto es necesaria para que surja el absurdo.
Algunos argumentos a favor del absurdismo se centran en la insignificancia humana en el universo, en el papel de la muerte o en la implausibilidad o irracionalidad de postular un propósito final. Las objeciones al absurdismo suelen sostener que la vida tiene sentido o señalan ciertas consecuencias problemáticas o incoherencias del absurdismo. Los defensores del absurdismo suelen quejarse de que no recibe la atención de los filósofos profesionales que merece en virtud de la importancia del tema y de su potencial impacto psicológico en los individuos afectados en forma de crisis existenciales. Se han sugerido varias respuestas posibles para lidiar con el absurdismo y su impacto. Las tres respuestas discutidas en la literatura absurdista tradicional son el suicidio, la creencia religiosa en un propósito superior y la rebelión contra el absurdo. De ellas, la rebelión suele presentarse como la respuesta recomendada, ya que, a diferencia de las otras dos respuestas, no escapa al absurdo y, en cambio, lo reconoce por lo que es. Teóricos posteriores han sugerido respuestas adicionales, como utilizar la ironía para tomarse la vida con menos seriedad o permanecer ignorante del conflicto responsable. Algunos absurdistas argumentan que es insignificante el si y el cómo uno responde. Esto se basa en la idea de que si nada realmente importa, entonces la respuesta humana hacia este hecho tampoco importa.
El término "absurdismo" está más estrechamente asociado con la filosofía de Albert Camus. Pero también se encuentran importantes precursores y discusiones sobre el absurdo en las obras de Søren Kierkegaard. El absurdismo está íntimamente relacionado con varios otros conceptos y teorías. Su perspectiva básica se inspira en la filosofía existencialista. Sin embargo, el existencialismo incluye compromisos teóricos adicionales y a menudo adopta una actitud más optimista hacia la posibilidad de encontrar o crear sentido en la propia vida. El absurdismo y el nihilismo comparten la creencia de que la vida no tiene sentido. Pero los absurdistas no tratan esto como un hecho aislado y, en cambio, se interesan por el conflicto entre el deseo humano de sentido y su falta en el mundo. Enfrentarse a este conflicto puede desencadenar una crisis existencial, en la que experiencias desagradables como la ansiedad o la depresión pueden empujar al afectado a buscar una respuesta para lidiar con el conflicto.

## Definición
El absurdismo es la tesis filosófica de que la vida, o el mundo en general, es absurdo. Existe un amplio acuerdo en que el término "absurdo" implica una falta de sentido o propósito, pero también hay una disputa significativa sobre su definición exacta y se han sugerido varias versiones. La elección de la definición tiene implicaciones importantes para saber si la tesis del absurdismo es correcta y para los argumentos citados a favor y en contra: puede ser verdadera con una definición y falsa con otra.
A un respecto general, el absurdo es lo que carece de sentido, a menudo porque implica alguna forma de contradicción. El absurdo es paradójico porque no puede ser captado por la razón. Pero en el contexto del absurdismo, el término suele utilizarse en un sentido más específico. Según la mayoría de las definiciones, implica un conflicto, una discrepancia o una colisión entre dos cosas. Las opiniones difieren sobre cuáles son estas dos cosas. Por ejemplo, tradicionalmente se identifica como la confrontación del hombre racional con un mundo irracional o como el intento de captar algo basado en razones, aunque está más allá de los límites de la racionalidad. Definiciones similares ven la discrepancia entre la intención y el resultado, entre la aspiración y la realidad, o entre la evaluación subjetiva y el valor objetivo como la fuente del absurdo. Otras definiciones ubican ambos lados en conflicto dentro del hombre: la capacidad de aprehender la arbitrariedad de los fines finales y la incapacidad de abandonar los compromisos con ellos. En cuanto al conflicto, el absurdismo difiere del nihilismo porque no es solo la tesis de que nada importa. En cambio, incluye el componente de que las cosas parecen importarnos, y de que esta impresión no se puede sacudir. Esta diferencia se expresa en el aspecto relacional del absurdo, ya que constituye un conflicto entre dos partes.
Se han sugerido varios componentes del absurdo y diferentes investigadores a menudo centran su definición e investigación en uno de estos componentes. Algunos relatos enfatizan los componentes prácticos relacionados con la búsqueda de sentido por parte del individuo, mientras que otros hacen hincapié en los componentes teóricos sobre la incapacidad de conocer el mundo o de comprenderlo racionalmente. Otro desacuerdo se refiere a si el conflicto existe solo internamente al individuo o si es entre las expectativas del individuo y el mundo externo. Algunos teóricos también incluyen el componente metacognitivo de que el absurdo implica que el individuo es consciente de este conflicto.
Un aspecto importante del absurdismo es que el absurdo no se limita a situaciones particulares, sino que abarca la vida en su conjunto. Existe un acuerdo general de que las personas a menudo se enfrentan a situaciones absurdas en la vida cotidiana. A menudo surgen cuando hay un desajuste grave entre las intenciones de uno y la realidad. Por ejemplo, una persona que se esfuerza por derribar una pesada puerta de entrada es absurda si la casa en la que intenta entrar carece de una pared trasera y se podría entrar fácilmente por esta ruta. Pero la tesis filosófica del absurdismo es mucho más amplia, ya que no se limita a situaciones, personas o fases de la vida individuales. En cambio, afirma que la vida, o el mundo en su conjunto, es absurdo. La afirmación de que el absurdo tiene una extensión tan global es controvertida, en contraste con la afirmación más débil de que algunas situaciones son absurdas.
La perspectiva del absurdismo suele aparecer cuando el agente da un paso atrás en sus compromisos cotidianos individuales con el mundo para evaluar su importancia desde un contexto más amplio. Tal evaluación puede resultar en la idea de que los compromisos cotidianos nos importan mucho, a pesar de que carecen de sentido real cuando se evalúan desde una perspectiva más amplia. Esta evaluación revela el conflicto entre el significado visto desde la perspectiva interna y la arbitrariedad revelada desde la perspectiva externa. El absurdo se convierte en un problema, ya que hay un fuerte deseo de sentido y propósito, aunque parecen estar ausentes. A este respecto, el conflicto responsable del absurdo a menudo constituye o va acompañado de una crisis existencial.

## Componentes

### Práctico y teórico
Un componente importante del absurdo en el nivel práctico se refiere a la seriedad que las personas atribuyen a la vida. Esta seriedad se refleja en muchas actitudes y ámbitos diferentes, por ejemplo, con respecto a la fama, el placer, la justicia, el conocimiento o la supervivencia, tanto con respecto a nosotros mismos como con respecto a los demás. Sin embargo, parece haber una discrepancia entre la seriedad con la que nos tomamos nuestra vida y la de los demás, por un lado, y lo arbitrarios que parecen ser ellas y el mundo en general, por el otro. La colisión entre estos dos lados puede definirse como el absurdo. Esto quizás se ejemplifique mejor, por ejemplo, cuando el agente se dedica seriamente a elegir entre opciones arbitrarias, ninguna de las cuales realmente importa.
Algunos teóricos caracterizan los aspectos éticos del absurdismo y el nihilismo de la misma manera como la opinión de que no importa cómo actuamos o que "todo está permitido". Desde este punto de vista, un aspecto importante del absurdo es que cualquier fin o propósito superior que elijamos perseguir, también puede ponerse en duda, ya que, en el último paso, siempre carece de una justificación de orden superior. Sin embargo, se hace una distinción entre el absurdismo y el nihilismo, ya que el absurdismo implica el componente adicional de que existe un conflicto entre el deseo humano de sentido y la ausencia de sentido.
Desde un punto de vista más teórico, el absurdismo es la creencia de que el mundo es, en su esencia, indiferente e impenetrable hacia los intentos humanos de descubrir su razón más profunda o que no puede ser conocido. De acuerdo con este componente teórico, implica el problema epistemológico de las limitaciones humanas de conocer el mundo. Esto incluye la tesis de que el mundo es de manera crítica inasible para los humanos, tanto en relación con qué creer cuanto con cómo actuar. Esto se refleja en el caos y la irracionalidad del universo, que actúa de acuerdo con sus propias leyes de una manera indiferente a las preocupaciones y aspiraciones humanas. Está estrechamente relacionado con la idea de que el mundo permanece en silencio cuando preguntamos por qué las cosas son como son. Este silencio surge de la impresión de que, en el nivel más fundamental, todas las cosas existen sin una razón: simplemente están ahí. Un aspecto importante de estas limitaciones para conocer el mundo es que son esenciales para la cognición humana, es decir, no se deben al seguimiento de principios falsos ni a debilidades accidentales, sino que son inherentes a las propias facultades cognitivas humanas.
Algunos teóricos también relacionan este problema con la circularidad de la razón humana, que es muy hábil para producir cadenas de justificación que vinculan una cosa con otra, mientras intenta y fracasa en hacer lo mismo con la cadena de justificación en su conjunto al dar un paso reflexivo hacia atrás. Esto implica que la razón humana no solo es demasiado limitada para captar la vida en su conjunto, sino que, si uno intentara seriamente hacerlo de todos modos, su circularidad sin fundamento podría colapsar y conducir a la locura.

### Interno y externo
Un desacuerdo importante en la literatura académica sobre la naturaleza del absurdismo y el absurdo se centra específicamente en si los componentes responsables del conflicto son internos o externos. Según la posición tradicional, el absurdo tiene componentes tanto internos como externos: se debe a la discrepancia entre el deseo interno del hombre de llevar una vida con sentido y la falta de sentido externa del mundo. Desde este punto de vista, los seres humanos tienen entre sus deseos algunas aspiraciones trascendentes que buscan una forma superior de sentido en la vida. El absurdo surge porque estas aspiraciones son ignoradas por el mundo, que es indiferente a nuestra "necesidad de validación de la importancia de nuestras preocupaciones". Esto implica que el absurdo "no está en el hombre ... ni en el mundo, sino en su presencia conjunta". Esta posición ha sido rechazada por algunos teóricos posteriores, quienes sostienen que el absurdo es puramente interno porque "deriva no de una colisión entre nuestras expectativas y el mundo, sino de una colisión dentro de nosotros mismos".
Esta distinción es importante, ya que, según este último punto de vista, el absurdo es incorporado a la naturaleza humana y prevalecería independientemente de cómo fuera el mundo. Por lo tanto, no es solo que el absurdismo sea verdadero en el mundo real. En cambio, cualquier mundo posible, incluso uno diseñado por un dios divino y guiado por él de acuerdo con su propósito superior, seguiría siendo igualmente absurdo para el hombre. A este respecto, el absurdo es el producto del poder de nuestra conciencia de dar un paso atrás de lo que está considerando y reflexionar sobre la razón de su objeto. Cuando este proceso se aplica al mundo en su conjunto, incluyendo a Dios, está destinado a fracasar en su búsqueda de una razón o una explicación, independientemente de cómo sea el mundo. A este respecto, el absurdo surge del conflicto entre rasgos de nosotros mismos: "nuestra capacidad de reconocer la arbitrariedad de nuestras preocupaciones últimas y nuestra incapacidad simultánea para renunciar a nuestro compromiso con ellas". Este punto de vista tiene el efecto secundario de que el absurdo depende del hecho de que la persona afectada lo reconozca. Por ejemplo, las personas que no logran reconocer la arbitrariedad o el conflicto no serían afectadas.

### Metacognitivo
Según algunos investigadores, un aspecto central del absurdo es que el agente es consciente de la existencia del conflicto correspondiente. Esto significa que la persona sabe tanto de la seriedad que invierte como de que parece inapropiada en un mundo arbitrario. También implica que otras entidades que carecen de esta forma de conciencia, como la materia no orgánica o las formas de vida inferiores, no son absurdas y no se enfrentan a este problema en particular. Algunos teóricos también enfatizan que el conflicto permanece a pesar de la conciencia del individuo, es decir, que el individuo sigue cuidando de sus preocupaciones cotidianas a pesar de su impresión de que, a gran escala, estas preocupaciones carecen de sentido. Los defensores del componente metacognitivo han argumentado que logra explicar por qué el absurdo se atribuye principalmente a las aspiraciones humanas, pero no a los animales inferiores: porque carecen de esta conciencia metacognitiva. Sin embargo, otros investigadores rechazan el requisito metacognitivo, basándose en el hecho de que limitaría severamente el alcance del absurdo a solo aquellos individuos, posiblemente pocos, que reconocen claramente la contradicción, dejando de lado al resto. Así, los opositores han argumentado que no reconocer el conflicto es tan absurdo como vivirlo conscientemente.

## Argumentos

### A favor
Varios argumentos populares se citan a menudo a favor del absurdismo. Algunos se centran en el futuro al señalar que nada de lo que hagamos hoy tendrá importancia en un millón de años. Una línea de argumentación similar apunta al hecho de que nuestras vidas son insignificantes debido a lo pequeñas que son en relación con el universo en su conjunto, tanto en lo que respecta a sus dimensiones espaciales como temporales. La tesis del absurdismo también se basa a veces en el problema de la muerte, es decir, que no hay un fin último que podamos perseguir, ya que todos vamos a morir. A este respecto, se dice que la muerte destruye todos nuestros logros obtenidos con tanto esfuerzo, como la carrera, la riqueza o el conocimiento. Este argumento se ve mitigado en cierta medida por el hecho de que también podemos tener efectos positivos en la vida de otras personas. Pero esto no resuelve completamente el problema, ya que el mismo asunto, es decir, la falta de un fin último, se aplica también a sus vidas. Thomas Nagel ha objetado estas líneas de argumentación basándose en la afirmación de que son circulares: asumen en lugar de establecer que la vida es absurda. Por ejemplo, la afirmación de que nuestras acciones de hoy no importarán en un millón de años no implica directamente que no importen hoy. Y del mismo modo, el hecho de que un proceso no alcance un objetivo final significativo no implica que el proceso en su conjunto carezca de valor, ya que algunas partes del proceso pueden contener su justificación sin depender de una justificación externa a ellas.
Otro argumento procede indirectamente al señalar cómo varios grandes pensadores tienen elementos irracionales obvios en sus sistemas de pensamiento. Estos supuestos errores de la razón se toman entonces como signos del absurdismo que pretendían ocultar o evitar. Desde esta perspectiva, la tendencia a postular la existencia de un Dios benevolente puede verse como una forma de mecanismo de defensa o pensamiento ilusorio para evitar una verdad inquietante e inconveniente. Esto está estrechamente relacionado con la idea de que los seres humanos tienen un deseo innato de sentido y propósito, que se ve empequeñecido por un universo indiferente y sin sentido. Por ejemplo, René Descartes pretende construir un sistema filosófico basado en la certeza absoluta del "pienso, luego existo" solo para introducir sin una justificación adecuada la existencia de un Dios benevolente y no engañoso en un paso posterior para garantizar que podamos conocer el mundo externo. Un paso problemático similar es dado por John Locke, quien acepta la existencia de un Dios más allá de la experiencia sensorial, a pesar de su estricto empirismo, que exige que todo conocimiento se base en la experiencia sensorial.
Otros teóricos argumentan a favor del absurdo basándose en la afirmación de que el sentido es relacional. A este respecto, para que algo tenga sentido, tiene que estar en relación con otra cosa que tenga sentido. Por ejemplo, una palabra tiene sentido por su relación con un idioma o la vida de alguien puede tener sentido porque esta persona dedica sus esfuerzos a un proyecto de mayor significado, como servir a Dios o luchar contra la pobreza. Una consecuencia importante de esta caracterización del sentido es que amenaza con conducir a una regresión infinita:  a cada paso, algo tiene sentido porque otra cosa tiene sentido, que a su vez solo tiene sentido porque está relacionada con otra cosa con sentido, y así sucesivamente. Esta cadena infinita y el absurdo correspondiente podrían evitarse si algunas cosas tuvieran un sentido intrínseco o último, es decir, si su sentido no dependiera del sentido de otra cosa. Por ejemplo, si las cosas a gran escala, como Dios o la lucha contra la pobreza, tuvieran sentido, entonces nuestros compromisos cotidianos podrían tenerlo al estar en la relación correcta con ellas. Sin embargo, si estos contextos más amplios carecen sentido sí mismos, entonces no pueden actuar como fuentes de sentido para otras cosas. Esto llevaría al absurdo si se entiende como el conflicto entre la impresión de que nuestros compromisos cotidianos tienen sentido, aunque carezcan de sentido porque no están en relación con otra cosa que tiene sentido.
Otro argumento a favor del absurdismo se basa en el intento de evaluar las normas de lo que importa y por qué importa. Se ha argumentado que la única manera de responder a tal pregunta es en referencia a estas normas mismas. Esto quiere decir que, al final, solo depende de nosotros, que "lo que nos parece importante o serio o valioso no lo parecería si estuviéramos constituidos de otra manera". La circularidad y la falta de fundamento de estas normas se utilizan entonces para argumentar a favor del absurdismo.

### En contra
La crítica más común del absurdismo es argumentar que la vida, de hecho, tiene sentido. Los argumentos sobrenaturalistas a este respecto se basan en la afirmación de que Dios existe y actúa como la fuente de sentido. Los argumentos naturalistas, por otro lado, sostienen que se pueden encontrar varias fuentes de sentido en el mundo natural sin recurrir a un ámbito sobrenatural. Algunos de ellos sostienen que el sentido es subjetivo. Según este punto de vista, si una cosa determinada tiene sentido varía de una persona a otra en función de su actitud subjetiva hacia esta cosa. Otros encuentran sentido en valores objetivos, por ejemplo, en la moralidad, el conocimiento o la belleza. Todas estas posiciones diferentes tienen en común que afirman la existencia del sentido, en contraste con el absurdismo.
Otra crítica al absurdismo se centra en su actitud negativa hacia los valores morales. En la literatura absurdista, a veces se niega rotundamente la dimensión moral, por ejemplo, al sostener que hay que descartar los juicios de valor o que el rechazo de Dios implica el rechazo de los valores morales. Desde este punto de vista, el absurdismo trae consigo una forma muy controvertida de nihilismo moral. Esto significa que hay una falta, no solo de un propósito superior en la vida, sino también de valores morales. Estos dos lados pueden estar vinculados por la idea de que, sin un propósito superior, no hay nada que valga la pena perseguir y que pueda dar sentido a la propia vida. Esta falta de valor parece aplicarse a las acciones moralmente relevantes tanto como a otros asuntos. A este respecto, "la creencia en el sentido de la vida siempre implica una escala de valores" mientras que "la creencia en el absurdo ...  enseña lo contrario". Se han presentado varias objeciones a tal posición, por ejemplo, que viola el sentido común o que conduce a numerosas consecuencias radicales, como que nadie es culpable de ningún comportamiento reprochable o que no hay reglas éticas.
Pero esta actitud negativa hacia los valores morales no siempre es mantenida consistentemente por los absurdistas y algunas de las respuestas sugeridas sobre cómo lidiar con el absurdo parecen defender explícitamente la existencia de valores morales. Debido a esta ambigüedad, otros críticos del absurdismo se han opuesto a él por su inconsistencia. Los valores morales defendidos por los absurdistas a menudo se superponen con la perspectiva ética del existencialismo e incluyen rasgos como la sinceridad, la autenticidad y el coraje como virtudes. A este respecto, los absurdistas suelen argumentar que importa cómo el agente se enfrenta al absurdo de su situación y que la respuesta debe ejemplificar estas virtudes. Este aspecto es particularmente prominente en la idea de que el agente debe rebelarse contra el absurdo y vivir su vida auténticamente como una forma de revuelta apasionada.
Algunos ven esta última posición como inconsistente con la idea de que la vida no tiene sentido: si nada importa, entonces tampoco debería importar cómo respondemos a este hecho. Así que los absurdistas parecen estar comprometidos tanto con la afirmación de que los valores morales existen como con que no existen. Los defensores del absurdismo han intentado resistirse a esta línea de argumentación sosteniendo que, a diferencia de otras respuestas, se mantiene fiel a la idea básica del absurdismo y a la "lógica del absurdo" al reconocer la existencia del absurdo en lugar de negarlo. Pero esta defensa no siempre es aceptada. Una de sus deficiencias parece ser que comete la falacia del ser y el deber: el absurdismo se presenta como una afirmación descriptiva sobre la existencia y la naturaleza del absurdo, pero luego pasa a plantear varias afirmaciones normativas. Otra defensa del absurdismo consiste en debilitar las afirmaciones sobre cómo se debe responder al absurdo y qué virtudes debe ejemplificar tal respuesta. Desde este punto de vista, el absurdismo puede entenderse como una forma de autoayuda que simplemente proporciona consejos prudenciales. Estos consejos prudenciales pueden ser útiles para ciertas personas sin pretender tener el estatus de valores morales universalmente válidos o juicios normativos categóricos. Así, el valor del consejo prudencial puede ser meramente relativo a los intereses de algunas personas, pero no valioso en un sentido más general. De esta manera, los absurdistas han tratado de resolver la aparente inconsistencia en su posición.

## Ejemplos
Según el absurdismo, la vida en general es absurda: el absurdo no se limita a unos pocos casos específicos. Sin embargo, algunos casos son ejemplos más paradigmáticos que otros. El mito de Sísifo a menudo se trata como un ejemplo clave del absurdo. En él, Zeus castiga al rey Sísifo obligándole a hacer rodar una enorme roca por una colina. Cada vez que la roca llega a la cima, vuelve a rodar hacia abajo, obligando así a Sísifo a repetir la misma tarea una y otra vez por toda la eternidad. Esta historia puede verse como una parábola absurda de la desesperanza y futilidad de la vida humana en general: al igual que Sísifo, el hombre en general está condenado a trabajar día tras día en el intento de cumplir tareas inútiles, que serán reemplazadas por nuevas tareas inútiles una vez que se han completado. Se ha argumentado que un aspecto central de la situación de Sísifo no es solo la inutilidad de su trabajo, sino también su conciencia de la inutilidad.
Otro ejemplo del aspecto absurdo de la condición humana se da en El proceso de Franz Kafka. En él, el protagonista Josef K. es arrestado y procesado por una autoridad inaccesible a pesar de que está convencido de que no ha hecho nada malo. A lo largo de la historia, intenta desesperadamente descubrir de qué crímenes se le acusa y cómo defenderse. Pero al final, abandona sus intentos inútiles y se somete a su ejecución sin saber nunca de qué se le acusaba. La naturaleza absurda del mundo está ejemplificada por el funcionamiento misterioso e impenetrable del sistema judicial, que parece indiferente a Josef K. y se resiste a todos sus intentos de encontrarle sentido.

## Importancia
Los filósofos del absurdo a menudo se quejan de que el tema del absurdo no recibe la atención de los filósofos profesionales que merece, especialmente cuando se compara con otras áreas filosóficas perennes de investigación. Se ha argumentado, por ejemplo, que esto puede verse en la tendencia de varios filósofos a través de los siglos a incluir la existencia epistémicamente dudosa de Dios en sus sistemas filosóficos como fuente de explicación última de los misterios de la existencia. A ese respecto, esta tendencia puede verse como una forma de mecanismo de defensa o pensamiento ilusorio que constituye un efecto secundario de la importancia no reconocida e ignorada del absurdo. Si bien algunas discusiones sobre el absurdo ocurren explícitamente en la literatura filosófica, a menudo se presenta de una manera menos explícita en forma de novelas u obras de teatro. Estas presentaciones generalmente ocurren contando historias que ejemplifican algunos de los aspectos clave del absurdo, aunque no discutan explícitamente el tema.
Se ha argumentado que reconocer la existencia del absurdo tiene consecuencias importantes para la epistemología, especialmente en relación con la filosofía, pero también cuando se aplica más ampliamente a otros campos. La razón de esto es que reconocer el absurdo incluye tomar conciencia de las limitaciones cognitivas humanas y puede conducir a una forma de humildad epistémica.
La impresión de que la vida es absurda puede en algunos casos tener graves consecuencias psicológicas, como desencadenar una crisis existencial. A este respecto, una conciencia tanto del absurdo en sí mismo como de las posibles respuestas a él puede ser central para evitar o resolver tales consecuencias.

## Posibles respuestas
La mayoría de los investigadores sostienen que el conflicto básico planteado por el absurdo no puede resolverse realmente. Esto significa que cualquier intento de hacerlo está destinado a fracasar, a pesar de que sus protagonistas pueden no ser conscientes de su fracaso. Desde este punto de vista, todavía hay varias respuestas posibles, algunas mejores que otras, pero ninguna capaz de resolver el conflicto fundamental. El absurdismo tradicional, ejemplificado por Albert Camus, sostiene que hay tres respuestas posibles al absurdo: el suicidio, la creencia religiosa o la rebelión contra el absurdo. Investigadores posteriores han sugerido más formas de responder al absurdo.
Una respuesta muy contundente y simple, aunque bastante radical, es suicidarse. Según Camus, por ejemplo, el problema del suicidio es el único "problema filosófico realmente serio". Consiste en buscar una respuesta a la pregunta "¿Debo suicidarme?". Esta respuesta está motivada por la idea de que, por mucho que el agente se esfuerce, es posible que nunca alcance su objetivo de llevar una vida con sentido, lo que puede justificar el rechazo a seguir viviendo. La mayoría de los investigadores reconocen que esta es una forma de respuesta al absurdo, pero la rechazan debido a su naturaleza radical e irreversible y, en cambio, abogan por un enfoque diferente.
Una de esas respuestas alternativas a la aparente absurdidad de la vida es asumir que hay algún propósito último superior en el que el individuo puede participar, como el servicio a la sociedad, el progreso de la historia o la gloria de Dios. Aunque el individuo solo desempeñe un papel pequeño en la realización de este propósito global, aún puede actuar como una fuente de sentido. De esta manera, el individuo puede encontrar sentido y así escapar del absurdo. Un problema serio con este enfoque es que el problema del absurdo se aplica también a este supuesto propósito superior. Así, al igual que los objetivos de una vida individual pueden ponerse en duda, esto se aplica igualmente a un propósito más amplio compartido por muchos. Y si este propósito es en sí mismo absurdo, no puede actuar como fuente de sentido para el individuo que participa en él. Camus identifica esta respuesta como una forma de suicidio también, perteneciente no al nivel físico sino al nivel filosófico. Es un suicidio filosófico en el sentido de que el individuo simplemente asume que el propósito superior elegido tiene sentido y, por lo tanto, no reflexiona sobre su absurdidad.
Los absurdistas tradicionales generalmente rechazan tanto el suicidio físico como el filosófico como la respuesta recomendada al absurdo, normalmente con el argumento de que ambas respuestas constituyen alguna forma de escape que no logra enfrentar el absurdo por lo que es. A pesar de la gravedad y la inevitabilidad del absurdo, recomiendan que debemos enfrentarlo directamente, es decir, que no escapemos de él refugiándonos en la ilusión de una falsa esperanza o acabando con la propia vida. A este respecto, aceptar la realidad del absurdo significa rechazar cualquier esperanza de una vida feliz después de la muerte y libre de esas contradicciones. En cambio, el individuo debe reconocer el absurdo y participar en una rebelión contra él. Tal rebelión suele ejemplificar ciertas virtudes estrechamente relacionadas con el existencialismo, como la afirmación de la propia libertad frente a la adversidad, así como la aceptación de la responsabilidad y la definición de la propia esencia. Un aspecto importante de este estilo de vida es que la vida se vive apasionada e intensamente invitando y buscando nuevas experiencias. Tal estilo de vida podría ser ejemplificado por un actor, un conquistador o un artista de la seducción que está constantemente en busca de nuevos roles, conquistas o personas atractivas a pesar de ser consciente de la absurdidad de estas empresas. Otro aspecto radica en la creatividad, es decir, que el agente se ve a sí mismo y actúa como el creador de sus propias obras y caminos en la vida. Esto constituye una forma de rebelión en el sentido de que el agente sigue siendo consciente de la absurdidad del mundo y de su parte en él, pero sigue oponiéndose a ella en lugar de resignarse y admitir la derrota. Pero esta respuesta no resuelve el problema del absurdo en su esencia: incluso una vida dedicada a la rebelión contra el absurdo sigue siendo en sí misma absurda. Los defensores de la respuesta rebelde al absurdo han señalado que, a pesar de sus posibles deficiencias, tiene una ventaja importante sobre muchas de sus alternativas: logra aceptar el absurdo por lo que es sin negarlo al rechazar que exista o al cesar la propia existencia. Algunos incluso sostienen que es la única respuesta filosóficamente coherente al absurdo.
Si bien estas tres respuestas son las más prominentes en la literatura absurdista tradicional, también se han sugerido varias otras respuestas. En lugar de la rebelión, por ejemplo, el absurdismo también puede conducir a una forma de ironía. Esta ironía no es suficiente para escapar del absurdo de la vida por completo, pero puede mitigarlo hasta cierto punto al distanciarse de la seriedad de la vida. Según Thomas Nagel, puede haber, al menos teóricamente, dos respuestas para resolver realmente el problema del absurdo. Esto se basa en la idea de que el absurdo surge de la conciencia de un conflicto entre dos aspectos de la vida humana: que los humanos se preocupan por varias cosas y que el mundo parece arbitrario y no merece esta preocupación. El absurdo no surgiría si cualquiera de los elementos en conflicto dejara de existir, es decir, si el individuo dejara de preocuparse por las cosas, como algunas religiones orientales parecen sugerir, o si uno pudiera encontrar algo que posea un sentido no arbitrario que merezca la preocupación. Para los teóricos que dan importancia a la conciencia de este conflicto por el absurdo, se presenta una opción más: permanecer ignorante de él en la medida en que esto sea posible.
Otros teóricos sostienen que una respuesta adecuada al absurdo puede no ser ni posible ni necesaria, que simplemente sigue siendo uno de los aspectos básicos de la vida sin importar cómo se enfrente. Esta falta de respuesta puede justificarse a través de la tesis del absurdismo mismo: si nada realmente importa a gran escala, entonces esto se aplica igualmente a las respuestas humanas hacia este hecho. Desde esta perspectiva, la rebelión apasionada contra un estado de cosas aparentemente trivial o sin importancia parece menos una búsqueda heroica y más una tontería. Jeffrey Gordon se ha opuesto a esta crítica basándose en la afirmación de que hay una diferencia entre el absurdo y la falta de importancia. Así, incluso si la vida en su conjunto es absurda, algunos hechos de la vida pueden seguir siendo más importantes que otros y el hecho de que la vida en su conjunto es absurda sería un buen candidato para los hechos más importantes.

## Historia

### Immanuel Kant
Una idea muy cercana al concepto del absurdo se debe a Immanuel Kant, quien distingue entre fenómenos y noúmena. Esta distinción se refiere a la brecha entre cómo nos parecen las cosas y cómo son en sí mismas. Por ejemplo, según Kant, el espacio y el tiempo son dimensiones que pertenecen al ámbito de los fenómenos, ya que es así como la mente organiza las impresiones sensoriales, pero no pueden encontrarse en el nivel de los noúmena. El concepto del absurdo corresponde a la tesis de que existe tal brecha y las limitaciones humanas pueden impedir que la mente capte adecuadamente la realidad, es decir, que la realidad en este sentido sigue siendo absurda para la mente.

### Albert Camus
Nace cuando el filósofo y escritor francés Albert Camus, partiendo del movimiento existencialista se aparta de esa línea filosófica al publicar su manuscrito El mito de Sísifo, una de sus mayores obras filosóficas. También se relaciona con El extranjero, obra del mismo autor. La filosofía del absurdo está vinculada al existencialismo, aunque no debe ser confundido con este (hay quienes la consideran un hipónimo de nihilista).
De acuerdo a la filosofía de Camus, los esfuerzos realizados por el ser humano para encontrar el significado dentro del universo acabarán fracasando finalmente debido a que no existe tal significado (al menos con relación al hombre), caracterizándose así por su escepticismo en torno a los principios de la existencia. Esta filosofía también postula que la vida es algo insignificante, que no tiene más valor que el que nosotros le creamos. De esta forma, puede entenderse la vida como un conjunto de repeticiones inútiles, vacías y carentes de sentido y significado, que se llevan a cabo más por costumbre, tradición e inercia que por coherencia y lógica.

## Relación con otros conceptos

### Crisis existencial
El problema básico del absurdismo generalmente no se encuentra a través de una investigación filosófica desapasionada, sino como la manifestación de una crisis existencial.  Las crisis existenciales son conflictos internos en los que el individuo lucha con la impresión de que la vida carece de sentido. Van acompañadas de diversas experiencias negativas, como el estrés, la ansiedad, la desesperación y la depresión, que pueden perturbar el funcionamiento normal del individuo en la vida cotidiana. A este respecto, el conflicto que subyace a la perspectiva absurdista plantea un desafío psicológico a los afectados. Este desafío se debe a la impresión de que la vigorosa participación diaria del agente es incongruente con su aparente insignificancia encontrada a través de la reflexión filosófica. Darse cuenta de esta incongruencia generalmente no es algo agradable y puede conducir a la alienación y la desesperanza. La íntima relación con las crisis psicológicas también se manifiesta en el problema de encontrar la respuesta adecuada a este conflicto desagradable, por ejemplo, negándolo, tomando la vida menos en serio o rebelándose contra el absurdo. Pero aceptar la posición del absurdo también puede tener ciertos efectos psicológicos positivos. A este respecto, puede ayudar al individuo a lograr una cierta distancia psicológica de dogmas no examinados y así ayudarle a evaluar su situación desde una perspectiva más abarcadora y objetiva. Sin embargo, trae consigo el peligro de nivelar todas las diferencias significativas y, por lo tanto, dificultar al individuo la decisión de qué hacer o cómo vivir su vida.

### Escepticismo epistemológico
Se ha argumentado que el absurdismo en el ámbito práctico se asemeja al escepticismo epistemológico en el ámbito teórico. En el caso de la epistemología, solemos dar por sentado nuestro conocimiento del mundo que nos rodea aunque, cuando se aplica la duda metodológica, resulta que este conocimiento no es tan inquebrantable como se suponía inicialmente. Por ejemplo, el agente puede decidir confiar en su percepción de que el sol está brillando, pero su confiabilidad depende de la suposición de que el agente no está soñando, lo que no sabría incluso si estuviera soñando. En un sentido similar en el ámbito práctico, el agente puede decidir tomar una aspirina para evitar un dolor de cabeza, aunque no pueda dar una razón de por qué debería preocuparse por su propio bienestar en absoluto. En ambos casos, el agente sigue adelante con una forma de confianza natural no respaldada y da la vida en gran medida por sentada, a pesar de que su poder de justificación solo se limita a un rango bastante pequeño y fracasa cuando se aplica al contexto más amplio, del que depende ese pequeño rango.

### Otros
Se ha argumentado que el absurdismo se opone a varios principios y supuestos fundamentales que guían la educación, como la importancia de la verdad y de fomentar la racionalidad en los alumnos.